# 马尼达尼贡
马尼达尼贡（法語：Magny-Danigon，法語發音：[maɲi daniɡɔ̃]）是法国上索恩省的一个市镇，属于吕尔区。

## 地理
马尼达尼贡（47°40'29"N, 6°36'10"E）面积7.52 平方千米，位于法国勃艮第-弗朗什-孔泰大區上索恩省，该省份为法国东部内陆省份，北起顺时针与孚日省、贝尔福地区省、杜省、汝拉省、科多尔省和上马恩省接壤。
与马尼达尼贡接壤的市镇（或旧市镇、城区）包括：龙尚、昂多尔奈、尚帕涅、克莱尔古特、拉科特、帕朗特。
马尼达尼贡的时区为UTC+01:00、UTC+02:00（夏令时）。

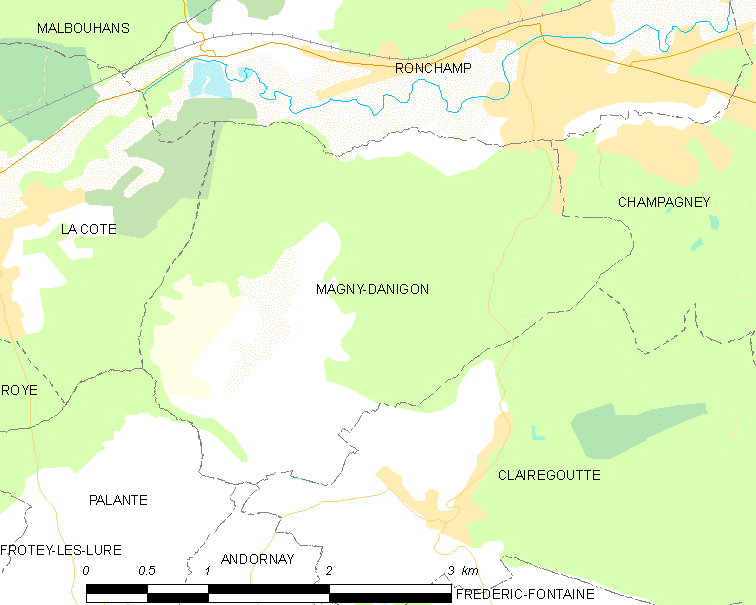
马尼达尼贡的OSM定位图

## 行政
马尼达尼贡的邮政编码为70200，INSEE市镇编码为70318。

## 政治
马尼达尼贡所属的省级选区为吕尔第二县。

## 人口

1962-2008年间马尼达尼贡人口变化图示

马尼达尼贡于2022年1月1日时的人口数量为454人。